# 阿尔戈兰德

阿尔戈兰德平台标志

阿尔戈兰德是一个基于区块链的加密货币平台，以安全、高可扩展性与去中心化为宗旨。阿尔戈兰德平台支持智能合约功能，其共识机制基于权益证明原则和拜占庭共识协议。该平台的原生加密货币称为阿尔戈（Algo）。
阿尔戈兰德平台的研发由位于波士顿的阿尔戈兰公司（Algorand, Inc.）负责。2017年，麻省理工学院计算机科学教授、图灵奖得主希尔维奥·米卡利创办了这家公司。
阿尔戈兰德的测试网络于2019年4月向公众开放，主网络则于2019年6月开通。